# Michel Seurat
Pour les articles homonymes, voir Seurat.
Michel Seurat est un sociologue et chercheur au CNRS, né le 14 août 1947 à Bizerte en Tunisie et mort à Beyrouth en 1986 des suites d'une maladie aggravée par son enlèvement et sa séquestration par le Jihad islamique.

## Biographie

### Jeunesse et études
Michel Seurat est né de parents français le 14 août 1947 à Bizerte, en Tunisie. Son père est médecin et son grand-père était professeur de zoologie de la faculté d’Alger. Sa famille quitte la Tunisie en 1961 et s'installe à Albertville, où il est scolarisé en terminale classe de philosophie au lycée Jean-Moulin, puis déménage ensuite dans la région de Grenoble. 
Après des études d'histoire et de sciences politiques à l'Institut d'études politiques de Lyon, il part apprendre l'arabe à Beyrouth en 1971, puis à Damas de 1972 à 1974.
À partir de mi-novembre 1974, il enseigne l’histoire à l’École supérieure des lettres de Beyrouth, puis retourne à Damas en 1975 pour commencer sa carrière scientifique au sein de l’Institut français d’études arabes, où il restera jusqu’en 1978. En 1976, il soutient sa thèse sur Sati’ al-Husri ou la Nation arabe objective, sous la direction de Jean-Paul Charnay.
À partir de 1978, il poursuit ses activités de chercheur en sociologie au sein du Centre d'études et de recherches sur le Moyen-Orient (Cermoc), puis est recruté par le CNRS en 1981. Ses travaux portent notamment sur l'islam politique en Syrie et la guerre civile libanaise,. En 1983, il publie avec Olivier Carré un livre sur les Frères musulmans sous le pseudonyme de Gérard Michaud. Dès le début de sa carrière scientifique, Michel Seurat s'attache à rester au plus près de son « terrain ». À cet égard, Gilles Kepel et Olivier Mongin écrivent : « Sa pratique scientifique reste exemplaire, et elle a contribué de façon essentielle au renouveau intellectuel qui caractérise les arabisants français de la jeune génération. »

### Enlèvement et détention
Michel Seurat est enlevé à Beyrouth avec Jean-Paul Kauffmann le 22 mai 1985 par l'Organisation du Jihad islamique libanais, une organisation terroriste clandestine soupçonnée d'être un prête-nom du Hezbollah, mouvement chiite pro-iranien. Il meurt en captivité : l'annonce de sa mort est faite le 5 mars 1986 ; son codétenu, Jean-Paul Kauffmann, sera libéré le 4 mai 1988.
Le 24 octobre 2005, le Hezbollah annonce que les restes de Michel Seurat seront retrouvés dans un chantier de construction de Bourj el-Brajné, l'un des fiefs du Hezbollah, dans la banlieue sud de Beyrouth, recouverts d'un simple drap de laine. Ses ossements sont formellement identifiés après des analyses d'ADN.
Le 7 mars 2006, son corps est rapatrié en France où il est accueilli à l'aéroport d'Orly par le Premier ministre français Dominique de Villepin. Les autorités françaises présentent cette découverte comme un pur hasard, mais sa veuve Marie Seurat, d'origine syrienne, avance la thèse d'une mise en scène du Hezbollah : « Le Hezbollah savait où Michel avait été enterré (…) il a voulu se racheter une conduite (…) Quand les Forces de sécurité intérieure libanaises ont retrouvé il y a quelques semaines le corps de Michel, sa dépouille était enveloppée dans un lainage demeuré intact. Comment est-ce possible que ce drap soit resté en l'état, alors que Michel reposait depuis vingt ans dans une zone humide près de la mer, non loin de l'aéroport au sud de Beyrouth ? » Elle ajoute : « Il y a l'Iran, certes, mais il y a aussi des Libanais. Et qu'on ne vienne pas me dire qu'on ne les connaît pas, ils sont au Parlement. »
Marie Seurat ainsi que cinq des anciens otages (Roger Auque, Marcel Carton, Georges Hansen, Jean-Paul Kauffmann et Jean-Louis Normandin) ont déposé plainte contre X, le 22 mai 2002, devant la justice française pour « crimes d'enlèvement et de séquestration aggravée ». Marie Seurat affirme que le 30 août 1985, alors que son mari était otage depuis trois mois, il est venu pour l'anniversaire de leur fille Laeticia, accompagné de deux de ses ravisseurs à visage découvert. D'après elle, il souffrait d'un cancer ou d'une hépatite et aurait été achevé par ses geôliers. Sa mort fut annoncée par Amine Gemayel à Laurent Guillaume, Français en mission au Liban à ce moment précis.

## Causes de l'enlèvement
Michel Seurat a été enlevé dans le cadre d'un « chantage politico-financier entre la France et l'Iran ». L'Iran fait pression sur la France pour qu'elle libère Anis Naccache, terroriste condamné par la justice française à la prison à perpétuité, pour qu'elle rembourse la somme de 1 milliard de dollars prêtée par l'Iran au Commissariat à l'énergie atomique, et pour qu'elle cesse ses livraisons d'armes à l'Irak (la France ayant pris parti pour l'Irak, dans le contexte de la guerre Iran-Irak).

## Hommages
Son nom a été donné à une salle de l'Institut d'études politiques de Lyon, établissement dont il était ancien élève.
Une salle de la médiathèque de la Maison méditerranéenne des sciences de l'homme d'Aix-en-Provence porte aussi son nom.
Un « prix Michel Seurat » a été institué en 1988 par le CNRS pour « honorer la mémoire de ce chercheur du CNRS, spécialiste des questions islamiques, disparu dans des conditions tragiques. Ce programme vise à aider financièrement chaque année un jeune chercheur, ressortissant d’un pays européen ou d’un pays du Proche-Orient ou du Maghreb, contribuant ainsi à promouvoir connaissance réciproque et compréhension entre la société française et le monde arabe ».

## Publications
- Michel Seurat, « Ce que le Liban m'a appris », Esprit, no 6 : « Michel Seurat, l'œuvre d'un médiateur »,‎ juin 1986 (lire en ligne, consulté le 20 décembre 2018).
- Michel Seurat, « Remarques sur l'État syrien », Esprit, no 6 : « Michel Seurat, l'œuvre d'un médiateur »,‎ juin 1986 (lire en ligne, consulté le 20 décembre 2018).
- Michel Seurat, Syrie, l'État de barbarie, Paris, éd. Presses universitaires de France, coll. « Proche-Orient », 2012, 288 p.
- Olivier Carré et Michel Seurat, Les Frères musulmans 1928-1982, Paris, éd. L'Harmattan, coll. « Comprendre le Moyen-Orient », 2001, 252 p. (ISBN 978-2-7475-2398-1).
- Michel Seurat, « Le quartier de Bâb Tebbâné à Tripoli (Liban) », in Mona Zakaria et Bachchâr Chbarou (dir.), Mouvements communautaires et espaces urbains au Machreq [en ligne] Beyrouth, éd. Presses de l’Ifpo, 1985, p. 45-86.
- Michel Seurat, « Les populations, l’État et la société », in André Raymond (dir.), La Syrie aujourd'hui [en ligne], Aix-en-Provence, Institut de recherches et d'études sur le monde arabe et musulman, Éditions du CNRS, 1980, p. 87-141.
- Michel Seurat, « A propos du livre d'Edward Said », in Roger Naba’a (dir.), Revue d'études palestiniennes, no 1, automne 1981, Beyrouth, Institut des études palestiniennes, 1981, p. 140-145.
- Michel Seurat, « Caste, confession et société en Syrie : Ibn Khaldoûn au chevet du "progressisme arabe" », in Peuples méditerranéens, no 16, juil-sept. 1981, p. 119-130.
- Traduction de récits du romancier palestinien Ghassan Kanafani[11] :  Des hommes dans le soleil ; suivi de L'horloge et le désert ; et Oum-Saad la matrice : nouvelles, présentées et traduites par Michel Seurat, éd. Sindbad, 1977.